# Pardosa cinerascens
Pardosa cinerascens är en spindelart som först beskrevs av Roewer 1951.  Pardosa cinerascens ingår i släktet Pardosa och familjen vargspindlar.
Artens utbredningsområde är Madagaskar. Inga underarter finns listade i Catalogue of Life.